# كيه.جي.إف:الفصل الثاني
كيه.جي.إف:الفصل الثاني هو فيلم أكشن دراما هندي باللغة الكنادية من إخراج براسانث نيل وبطولة ياش،رافينا تاندون وبراكاش راج.الفليم هو الجزء الثاني لكيه.جي.إف:الفصل الأول ومن المقرر عرضه في 14 أبريل 2022.

## روابط خارجية
- كيه.جي.إف:الفصل الثاني على موقع IMDb (الإنجليزية)
- كيه.جي.إف:الفصل الثاني على موقع روتن توميتوز (الإنجليزية)
- كيه.جي.إف:الفصل الثاني على موقع قاعدة بيانات الفيلم (الإنجليزية)
- كيه.جي.إف:الفصل الثاني على موقع ليتربوكسد (الإنجليزية)
- كيه.جي.إف:الفصل الثاني على موقع كينوبويسك (الروسية)